# Оппланн
Оппланн (норв. Oppland [ˈɔ̂plɑn] ( прослухати)) — колишній фюльке у Норвегії який існував з 1781 до розпуску 1 січня 2020, у західній частині району Естланн (Східна Норвегія). Був одним з двох норвезьких фюльке, які не мали виходу до моря. Об'єднаний із Гедмарком 2020 року (за виключенням комун Євнакер і Луннер) у Іннланнет. Адміністративний центр — місто Ліллегаммер. Межував із фюльке Мере-ог-Ромсдал, Сер-Тренделаг, Согн-ог-Ф'юране, Гедмарк, Бускеру, Осло та Акерсгус.

## Адміністративно-територіальний поділ
Оппланн поділявся на 26 комун:
- Ванг
- Вестре-Слідре
- Вестре-Тутен
- Воґо
- Ґеусдал
- Ґран
- Довре
- Евнакер
- Євік
- Леша
- Ліллегаммер
- Лом
- Луннер
- Нурре-Ланн
- Нур-Фрун
- Нур-Еурдал
- Рінґебу
- Сель
- Сеннре-Лан
- Сер-Фрун
- Сер-Еурдал
- Шок
- Еєр
- Ейстре-Слідре
- Естре-Тутен
- Етнедал